# Космос-22
Космос-22 — советский искусственный спутник Земли, запущенный в космос 16 ноября 1963 года, также известен как «Зенит-4 № 1». Двадцать второй аппарат из серии «Космос», предназначался для разведки и фоторазведки.
Для запуска спутника в космос впервые использовалась ракета-носитель 11А57 «Восход». Запуск произошёл 16 ноября 1963 года в 10:34 GMT с пусковой установки 17П32-5 стартовой площадки 1, также известной как «Гагаринский старт».
Космос-22 был выведен на низкую околоземную орбиту с перигеем в 205 километров, апогеем в 394 километра, с наклонением 64,93 градуса, и орбитальным периодом в 90,3 минуты. Он провел 6 дней на орбите, выполняя программу полёта, после чего 22 ноября сошёл с орбиты и его спускаемый аппарат выполнил посадку на территории СССР.